# Kriminogena faktorer
Kriminogena faktorer är ett komplext socialt fenomen som utgörs av sådana förhållanden som ökar risken för att brott begås och kriminella karriärer får sin start. Sådana brottsframkallande faktorer kan vara ålder, kön, utbildningsnivå, psykisk ohälsa, alkohol- och drogmissbruk, social miljö samt arbetslöshet. Den mängd faktorer som identifierats i den samhällsvetenskapliga forskningen är mycket omfattande. Kriminogena faktorer har framför allt identifierats inom forskningen i kriminologi, men även inom allmän sociologi, psykologi, nationalekonomi och statsvetenskap.
Identifieringen av kriminogena faktorer är centralt i samhällets brottspreventiva arbete.

## Orsaker till brott
Brottslighetens orsaker finns i sådana förhållanden som orsakar brottslig handling. Dessa förhållanden är främst sociala, ekonomiska och psykologiska. Generellt anförs att de kriminogena faktorerna utgörs av ålder, kön, drogmissbruk, arbetslöshet, psykisk sjukdom, uppförandestörningar, fattigdom, vandalisering, låg intelligens, svag känslomässig anknytning och bristande impulskontroll är bara några exempel på sådana faktorer. Bland de uppräknade faktorerna är kön och ålder utmärkande genom sitt mycket starka samband med kriminalitet (se ungdomsbrottslighet). De nyligen uppräknade kriminogena faktorerna är några av många. Faktorernas tyngdvikt och uttryck kan variera mellan länder beroende på sociala, ekonomiska och kulturella förhållanden. Till exempel den ryska kriminologen Ninel F. Kuznetsova anger egenintresse, girighet, aggression, nationalism, avståndstagande från allmänna lagar och regler, hedonism och juridisk nihilism som några orsaker till den brottsliga utvecklingen i Ryssland efter Sovjetunionens upplösning.
Ett förebyggande av riskfaktorer har ett stort antal förhållanden att beakta som kan antas vara kriminogena, exempelvis tidigare brottslighet, antisocialt beteende, kognitiva störningar och missbruksproblem. De kriminogena faktorerna finns inom eller runtom individer. I händelse av att de kriminogena intrycken och relationerna inte förebyggs och istället fördjupas, riskerar en kriminell karriär att ta form i unga år och bli ihållande genom livet; fram till en statistiskt för tidig död. Kriminogena faktorer behöver dock inte leda till brottslighet men bakom all brottslighet finns kriminogena faktorer.

### Riskfaktorer i ett svenskt perspektiv
De kriminogena faktorernas påverkan kan bedömas genom en analys av överrisker. Överrisker anger hur många gånger vanligare det är att en faktor förekommer jämfört med en annan faktor vid misstanke om brott. För att kunna bedöma om en riskfaktor är hög eller låg måste en jämförelse mellan olika riskfaktorer i samhället genomföras. Brottsförebyggande rådet (Brå) har i en analys av frekvenser räknat fram följande överrisker för olika kategorier. De statistiska överriskerna är framräknade var för sig men kan överlappa och förstärka varandra.
- Socialbidrag: Personer vars familj har haft socialbidrag / Personer vars familj inte har haft socialbidrag 2001 = överrisk på 6,1 gånger. Det är alltså 6,1 gånger vanligare att personer i familjer som behövt socialbidrag än personer från familjer som inte behövt socialbidrag är misstänkta/registrerade för brott.
- Utbildning: Personer med endast förgymnasial utbildning / Personer med eftergymnasial utbildning på 3 år eller mer = överrisk på 5,7 gånger. Det är alltså 5,7 gånger vanligare att personer med låg utbildning än personer med högutbildning är misstänkta/registrerade för brott.
- Inkomst: Personer med förvärvsinkomst på mindre än 1 basbelopp / Personer med förvärvsinkomst på 9 basbelopp eller mer = överrisk på 5,3 gånger. Det är alltså 5,3 gånger vanligare att personer med låg inkomst än personer med hög inkomst är misstänkta/registrerade för brott.
- Kön: Personer av det manliga könet / Personer av det kvinnliga könet = överrisk på 3,5 gånger. Det är alltså 3,5 gånger vanligare att män än kvinnor är misstänkta/registrerade för brott (skillnaden är ännu större vid grövre brottslighet).
- Invandrade: Personer som är utrikes födda / Personer som är svenskfödda med svenska föräldrar = överrisk på 2,5 gånger. Det är alltså 2,5 gånger vanligare att utrikes födda än svenskfödda med svenska föräldrar är misstänkta/registrerade för brott.
- Ålder: Personer i åldrarna 15-17 år / Personer i åldrar över 41 år = överrisk på 2,5 gånger. Det är alltså 2,5 gånger vanligare att 15-17-åringar än personer över 41 år är misstänkta/registrerade för brott.

Särskilt kontroversiellt är frågan om invandrade personer. Det finns en mängd faktorer som påverkar risken att vara misstänkt/registrerad för brott avsevärt starkare än faktorn utrikes född vilket är vad Brottsförebyggande rådet har använt som definition för att vara invandrad. Inom kriminologisk forskning lyfts därför frågan om invandring som riskfaktor sällan eftersom den bedöms som mindre betydande när andra riskfaktorer bär ett större och ett överlappande förklaringsvärde till brottslighetens orsaker. Enligt Brottsförebyggande rådet (Brå) är de allra flesta invandrare inte registrerade för brott samt att invandrarnas barn i Sverige i mindre utsträckning är registrerade för brott än sina föräldrar, vilket är internationellt sett ovanligt.
När det gäller exempelvis kategorin invandrade individer behöver statistiken standardiseras, för att hänsyn till samvarierande faktorer för brott ska synas. Standardiseringen innebär att den statistiska beräkningen likställer grupper/kategorier enligt principen "förutsatt allt annat lika". Det innebär att det som jämförs har samma förhållanden/förutsättningar och ur detta kan överrisker studeras närmare för enskilda kategorier. Brottsförebyggande rådet skriver följande gällande överrisken för invandrade med genomförd standardisering för att skapa jämförbara data:
| ” | ...utrikes föddas överrisk minskar från 2,5 till 2,1 när hänsyn tas till gruppens kön, ålder, inkomst och utbildning. Även om överrisker i gruppen som är född i Sverige av två utrikes födda föräldrar minskar påtagligt, från 2,0 till 1,5. Ett skäl till det är att dessa grupper har en större andel unga män med låg utbildning och inkomst jämfört med dem som är födda i Sverige av två svenskfödda föräldrar. | „ |

I en rapport från Brottsförebyggande rådet (2023) skrev rapportförfattarna att forskning visar att det finns ett samband mellan socioekonomisk bakgrund och brottslighet, där personer från lägre samhällsskikt har en ökad risk för kriminalitet jämfört med personer från mer välbärgade bakgrunder. De bedömde sambandet som svagt och att det beror på andra riskfaktorer som samvarierar med familjens socioekonomiska förutsättningar, såsom tillåtande attityder till brott, svag självkontroll, brottsliga kamrater, dåliga relationer till föräldrar och skolproblem (se social kontrollteori och kontroll- och tillfällesstrukturteori). Forskare menar att indikatorer på bristande socioekonomiska resurser hos familjen under uppväxten, tillsammans med olika riskfaktorer för brott, bör beaktas vid utformande av preventiva strategier. Däribland att det är viktigt att ge hjälp och stöd till familjer i utsatta socioekonomiska situationer, vilket kan minska risken för att unga involveras i kriminalitet. Fortsatta studier av både registrerad och självrapporterad brottslighet samt könsuppdelade analyser är viktiga för att följa utvecklingen och förstå om resultaten skiljer sig åt mellan män och kvinnor.
Enligt sociologen Marie Torstensson Levander har normer, moral och uppfostran en större inverkan än socioekonomiska faktorer på vem som blir kriminell. I den mediala debatten om kriminalitet dominerar dock analysen om betydelsen av sociala faktorer. Torstensson Levander menar i motsats till den att fritidsaktiviteter och välfärd inte nödvändigtvis förebygger brott, och har tidigare riktat kritik mot bland annat Jerzy Sarneckis kriminologiska förslag för att vara ideologiskt vänster, där Torstensson Levander förordar hårdare straff och mer kontrollteoretiska insatser såsom inre och yttre kontroll, till exempel genom starkare moraluppfattning och inlåsning.

## Brottsframkallande faktorer

### Biologiska faktorer
Att ungdomar begår några enstaka brott tillhör vanligheten. De flesta brottsliga gärningar utförda av ungdomar genomförs av ett fåtal ungdomar. I Sverige var 2011 nära 25 procent av alla brottsmisstänka personer mellan 15 och 20 år gamla trots att gruppen utgör endast 9 procent av befolkningen. Ungdomarna är överrepresenterade i statistiken. Skillnaden mellan könen är också tydlig. Pojkar begår oftast grövre brott än flickor, exempelvis våldsbrott, grövre stöldbrott och skadegörelse. För brott som snatteri och beteenden som innebär att en individ testar narkotika eller dricker sig berusad är det jämnt fördelat mellan könen. Något fler flickor än pojkar anger att de skolkat eller druckit sig berusade.

#### Kön
Kön anges vara den enskilt bästa prediktorn och viktigaste faktorn för kriminellt beteende. Fördelningen är att runt 80 procent av alla brott som begås av män/pojkar. Kvinnor/flickor står för ungefär 20 procent. Skillnaden mellan kvinnor och mäns brottsfrekvenser håller över historien, i alla samhällen, sociala grupper och är genomgående för i nära alla brottskategorier. Kriminologen Jerzy Sarnecki uttrycker den i statistiken framträdande distinktionen som "en av de starkaste och mest kraftfulla skillnaderna inom kriminologisk forskning."
Statistik framtagen av Brottsförebyggande rådet 2013 visar att andelen misstänkta kvinnor och män under perioden 2003 till och med 2012 har varit relativt konstant i Sverige, fördelat med 19-21 procent för kvinnor och 79-81 procent för män. Det är inte bara andelen brott som skiljer män och kvinnors kriminalitet. Kvinnors brottslighet är också mycket mindre grov.  Män begår flest brott och mer våldsamma sådana. De begår också flest egendomsbrott, förutom när det kommer till snatteri där skillnaden mellan könen i det närmaste är jämn. Män tenderar också att återfalla i brottslighet i större utsträckning än kvinnor.
För vissa typer av brott begås över 90 procent av män. Skillnaden beror i sin tur på skillnader i sociala roller inom och mellan könen, olika fysisk styrka, hormonnivåer (till exempel mängden testosteron), impulsivitet och aggressivitet med mera. Dessa faktorer påverkar i synnerhet när det kommer till våldsbrottslighet där mäns andel klättrar till över 90 procent.
Inom kriminologisk forskning har studier om kön och brott historiskt försummats. I och med framväxten av den feministiska kriminologiska forskningen har den dramatiska differensen mellan könens felande studerats närmare. De teorier som presenteras framför att de samhälleliga förändringarna i västvärlden innebär såväl positiva som negativa förändringar i den situation kvinnor befinner sig. Till det positiva finns en starkare arbetslivsanknytning och förmågan att kunna försörja sig själv, och därmed ett aggregerat lägre beroende av en manlig försörjare och högre grad av frihet. Den andra sidan av myntet är att kvinnan då utsätts för de omkringliggande samhällets strukturer som hon tidigare inte drabbats av på samma vis, såsom konsekvenserna av utslagning, arbetslöshet, relativ fattigdom med mera (OBS! Riskfaktorer sprungna ur socioekonomiska förhållanden och psykologi behandlas närmare under andra rubriker). Den ökade jämställdheten mellan män och kvinnor antas vara orsaken till kvinnors ökande brottslighet.

#### Ålder
Ålder är en annan faktor som har ett mycket starkt samband med brott, där brottsligheten minskar mycket kraftigt med åldern. Det kan i sin tur förklaras med förändringar av hormonnivåer, social kontroll, förmåga att skjuta upp behovstillfredsställelse och andra förändringar med åldern.

#### Kortfattat
[källa behövs]
- Kön har en stark korrelation med kriminalitet.
- Ålder har en stark korrelation med kriminalitet.
- Muskulös kroppsbyggnad har en korrelation med kriminalitet.
- Testosteronnivåer har en korrelation med kriminalitet.
- Låga nivåer av monoaminooxidas och 5-HIAA har en korrelation med kriminalitet.
- ADHD innebär en kausal riskfaktor för våldskriminalitet.[20]
- Lägre generell kognitiv förmåga (IQ) är en kausal riskfaktor för våldskriminalitet.[20]
- Låg ålder hos mamman vid första barnets födelse och hög ålder hos pappan vid första barnets födelse är en kausal riskfaktor för våldskriminalitet.[20]

### Ekonomiska faktorer
- Inkomstojämlikhet (se relativ fattigdom eller relativ deprivation) är en viktig kriminogen faktor. Det gäller för brott generellt, men i särskilthög grad för våldsbrott. Sambandet har bekräftats i en mycket stor mängd studier, både mellan orter, inom länder och mellan länder.
- Arbetslöshet har identifierats som en kriminogen faktor, men sambandet är mer osäkert än för många näraliggande faktorer.
- Fattigdom eller svåra ekonomiska förhållanden kan orsaka brott, till exempel stöldbrott.
- Rikedom eller stor förmögenhet kan orsaka brott genom att minska avskräckningseffekten för brott eller rättsprocessen. Det är en särskilt viktig faktor vid brott som begås av företag.
- Högre allmänt välstånd, tex genom högre BNP / capita kan orsaka fler brott på grund av att det till exempel finns fler saker att stjäla.
- Låg utbildningsnivå kan orsaka brott.

### Sociala faktorer
- Drogmissbruk är en mycket väsentlig kriminogen faktor för många typer av brott. Det gäller till exempel för alkoholmissbruk vid våldsbrott eller heroinmissbruk vid stöldbrott.
- Socialt sammanhang är en mycket viktig kriminogen faktor. Åtskilliga studier visar på betydelsen hos den nära umgängeskretsen när det handlar om risk att begå brott och, framför allt, för ett brottsligt liv.
- Dålig social kontroll är en kriminogen faktor. Sociologiska studier visar att även mycket svaga former av social kontroll kan ha stor effekt på att minska brottslighet och antisocialt beteende.
- Svagt socialt kapital eller tillit har en kriminogen verkan. Svagt socialt kapital har ett starkt samband med en kortsiktig orientering i relationerna till andra. Med en kortsiktig orientering blir omedelbara men lägre vinster viktigare än långsiktiga men större vinster.
- Identitet och ingrupps- utgruppsprocesser har en kriminogen verkan. Människor som uppfattar sig som tillhörande grupp A har svagare incitament att inte begå brott mot den skilda gruppen B.
- Etnisk heterogeneitet i samhällen med stora sociala spänningar och ekonomiska klyftor är en kriminogen faktor.

### Psykologiska faktorer
Det finns ett relativt starkt samband mellan intelligensnivå och benägenheten att begå brott. Personer med låg intelligens är i genomsnitt mer brottsbenägna än personer med hög intelligens.
Forskarna Thomas Frisell och Niklas Långström har baserat på svenska statistiska uppgifter från bl.a. mönstringsregistret och lagfördaregistret studerat korrelationen mellan intelligens och benägenheten att begå våldsbrott. Som ett moment i den svenska mönstringen mättes de mönstrandes generella kognitiva förmåga genom en serie tester. Baserat på testresultaten delades de mönstrande in i nio kategorier. Frisell och Långström fann att 20 % av personerna i kategorin med sämst testresultat senare kom att dömas för våldsbrott medan detta var fallet för bara 1 % av personerna i kategorin med bäst resultat.
Vidare har amerikansk forskning visat på en tydlig korrelation mellan låg intelligens och brottslighet på delstatsnivå. Enligt en studie från 2010 av forskare från Roosevelt University och University of Central Missouri är brottsligheten signifikant högre i delstater där den genomsnittliga intelligenskvoten är låg. Sambandet mellan låg IQ och benägenhet att begå brott gäller enligt studien både vad beträffar våldsbrott som rån, överfall och mord och egendomsbrott som bilstölder och inbrott.
Andra psykologiska faktorer av betydelse är
- Bristande impulskontroll, självkontroll eller förmåga till uppskjutande av behovstillfredsställelse (prokrastinering) är den enskilt starkaste[källa behövs] brottskorrelerande faktorn på individuell nivå.
- Psykopati och hämmad empatisk förmåga är kriminogena faktorer, till exempel för ekonomiska brott.
- Jagsvaghet

### Triggerfaktorer
Det har visats att vissa händelser markant kan öka risken för våldsbrott veckan efter händelsen hos personer med psykossjukdomar
- Familjemedlems dödsfall
- Att själv ha blivit utsatt för brottslighet
- Självskada
- Traumatisk hjärnskada
- Alkohol- eller drogförgiftning
- Att råka ut för en olycka[26]

### Möjlighetsstruktur
Möjlighetsstrukturerna varierar beroende på graden av formell och social kontroll. Vissa typer av arkitektur, stadsplanering och verksamheter ger fler möjligheter till brott. Exempelvis innebär nattklubbar och andra uteställen, dålig belysning av gångbanor och bilparkeringar en ökad risk och förändrad möjlighetsstruktur vad gäller rån, inbrott och våld mot person (misshandel, våldtäkt och liknande). Vissa arbeten skapar möjligheter för de anställda att begå brott. Till exempel för butiksanställda som stjäl, banktjänstemän som förskingrar eller agerar trolöst mot huvudman eller för beslutsfattare som gynnar sig själva.

### Teorier om orsaker till brott
Inom den kriminologiska forskningen finns det en lång rad teorier som försöker förklara brottslighetens orsaker och hur brott ska kunna förebyggas eller beivras. De utgår ifrån olika perspektiv som varierar från individnivå upp till samhällsövergripande nivå.

### Citatförteckning
1. ↑  "En av de centrala och, som de feministiska kriminologerna påpekar (se kapitel 11), under lång tid försummade frågorna inom den kriminologiska forskningen, är den dramatiska skillnaden i brottslighet mellan kvinnor/flickor och män/pojkar."[19]

### Notförteckning
1. ↑  Lilly, Cullen & Ball 2011.
2. ↑  Kuznetsova 1994.
3. ↑  Kuznetsova & Luneeva 2004.
4. ↑  Bergström 2010.
5. 1 2  Martens & Holmberg 2005.
6. ↑  Martens & Holmberg 2005, s. 39f.
7. ↑  ”Socioekonomisk bakgrund och brott – En kunskapsöversikt (Rapport 2023:3)”. Arkiverad från originalet den 7 mars 2023. https://web.archive.org/web/20230307021354/https://bra.se/download/18.7eb46d0d1864ba31059e1d3/1677595560754/2023_3-Socioekonomisk-bakgrund-och-brott.pdf. Läst 11 mars 2023. (s 57) bra.se, 2023.
8. ↑  "Dags att börja ta brottslighetens orsaker på allvar", kvartal.se, Kvartal, 6 april 2023.
9. 1 2  "Fredagsintervjun: Dags att börja ta brottslighetens orsaker på allvar", Kvartal, 6 april 2023.
10. ↑  https://www.svd.se/a/1a75fa09-3daf-34ac-bc98-81dd0208e07b/sarneckis-stendoda-teser
11. ↑  https://www.svd.se/a/8d1c2488-62ac-3ba3-bfbb-2f6082440b81/flummig-sarnecki-missar-poangerna
12. ↑  Brottsrummet 2013.
13. ↑  Brottsförebyggande rådet 2013b.
14. 1 2  Brottsförebyggande rådet 2013a.
15. ↑  Sarnecki 2009, s. 299.
16. 1 2  Sarnecki 2009.
17. 1 2  Ellis, Beaver & Wright 2009.
18. 1 2  Lilly, Cullen & Ball 2006.
19. ↑  Sarnecki 2009, s. 298.
20. 1 2 3  ”Orsaker till kriminalitet. Sammanfattningsrapport”. Kriminalvården. 11 mars 2013. Arkiverad från originalet den 18 februari 2021. https://web.archive.org/web/20210218200942/https://www.kriminalvarden.se/globalassets/publikationer/forskningsrapporter/7063_orsaker-till-kriminalitet---sammanfattningsrapport.pdf. Läst 2 december 2022.
21. ↑  Kevin M. Beaver, John Paul Wright (2011). ”The association between county-level IQ and county-level crime rates”. Intelligence (39):  sid. 25. doi:10.1016/j.intell.2010.12.002.
22. ↑  Thomas Frisell, Yudi Pawitan, Niklas Långström (2012). ”Is the Association between General Cognitive Ability and Violent Crime Caused by Family-Level Confounders?”. PLoS One 7 (7). doi:10.1371/journal.pone.0041783. http://www.ncbi.nlm.nih.gov/pmc/articles/PMC3404054/. Läst 20 augusti 2015.
23. ↑  Frisell, Thomas (2012). Violent Crime: Addressing Causation With Family-based Methods. Stockholm: Karolinska Institutet. sid. 27-29, 41-42. ISBN 978-91-7457-719-8
24. ↑  Frisell, Thomas; Niklas Långström (2014). Våldsbrottslighet: Totalbefolkningsstudier av gen- och miljöeffekter. Stockholm: Kriminalvården. sid. 15-17, 22-23. ISBN 978-91-86903-36-7
25. ↑  Jared M. Bartels, Joseph J. Ryan, Lynn S. Urban, Laura A. Glass (2010). ”Correlations between estimates of state IQ and FBI crime statistics”. Personality and Individual Differences (48):  sid. 579–583. doi:10.1016/j.paid.2009.12.010.
26. ↑  ”Triggers for Violent Criminality in Patients With Psychotic Disorders”. JAMA Psychiatry. 1 augusti 2016. https://jamanetwork.com/journals/jamapsychiatry/article-abstract/2533653. Läst 3 december 2022.

### Källförteckning
- Bergström, Gunnar (2010). Kriminalitet som livsstil (4). Studentlitteratur. Libris 9477502. ISBN 91-88872-56-4
- Brottsförebyggande rådet (2013a). Personer misstänkta för brott: Slutlig statistik för år 2012. Stockholm: Brottsförebyggande rådet. http://www.bra.se/download/18.22a7170813a0d141d21800062965/1365606218870/Sammanfattning_misstankta_2012.pdf
- Brottsförebyggande rådet (2013b). Ungdomsbrottslighet. Stockholm: Brottsförebyggande rådet. Arkiverad från originalet den 23 juni 2013. https://web.archive.org/web/20130623035220/http://www.bra.se/bra/brott--statistik/ungdomsbrottslighet.html. Läst 11 juli 2013 Arkiverad 23 juni 2013 hämtat från the Wayback Machine.
- Brottsrummet (2013). Ungdomar och brott. Stockholm: Brottsförebyggande rådet. Arkiverad från originalet den 11 juli 2013. https://archive.is/20130711190641/http://www.brottsrummet.se/sv/ungdomar-och-brott. Läst 11 juli 2013
- Ellis, Lee; Beaver, Kevin M.; Wright, John (2009) (på engelska). Handbook of Crime Correlates (1). Academic Press. Libris 12072218. ISBN 978-0-1237-3612-3. http://books.google.com/books?id=eD0ttBXoMvQC
- Kuznetsova, Ninel F. (11 mars 1994). ”Crime in Russia: Causes and Prevention” (på engelska). Demokratizatsiya: The Journal of Post-Soviet Democratization (Institute for European, Russian, and Euroasian Studies) "2" (3):  s. 442-452. http://www.gwu.edu/~ieresgwu/assets/docs/demokratizatsiya%20archive/02-3_Kuznetsova.PDF. Läst 2 juli 2013.
- Lilly, J. Robert; Cullen, Francis T.; Ball, Richard A. (2006) (på engelska). Criminological theory: context and consequences (5). Thousand Oaks, California: SAGE Publications
- Lilly, J. Robert; Cullen, Francis T.; Ball, Richard A. (2011) (på engelska). Criminological theory: context and consequences (5). Thousand Oaks, California: SAGE Publications. Libris 12072218. ISBN 978-1-4129-8145-3. http://books.google.se/books?id=YqcNdTlo_rsC&printsec=frontcover&dq=Criminological+Theory+:+Context+and+Consequences&hl=sv&sa=X&ei=XboST-zQO4fY4QSe2NHsAw&ved=0CDQQ6AEwAA#v=onepage&q=Criminological%20Theory%20%3A%20Context%20and%20Consequences&f=false
- Martens, Peter; Holmberg, Stina (2005). Brottslighet bland personer födda i Sverige och i utlandet. Brå rapport 2005:17. Stockholm: Brottsförebyggande rådet. Libris 10051403. ISBN 91-38-32228-5. http://www.bra.se/download/18.cba82f7130f475a2f1800012697/2005_17_brottslighet_bland_personer_fodda_sverige_och_utlandet.pdf
- Sarnecki, Jerzy (2009). Introduktion till kriminologi (2). Lund: Studentlitteratur. Libris 11459715. ISBN 978-91-44-04858-1